# Maria Falcone
Maria Falcone est une militante antimafia italienne née le 30 avril 1936 à Palerme. 
Après l'assassinat de son frère, le juge Giovanni Falcone, tué par Cosa Nostra le 23 mai 1992 dans un attentat à la bombe à Capaci, elle participe à la création de la Fondation Falcone pour réaliser des projets d’éducation sur l’importance du respect de la loi dans les écoles et universités italiennes d'une part, et d'autre part, pour rendre hommage à son frère en sensibilisant sur le crime organisé,.

## Biographie
Maria Falcone nait le 30 avril 1936 à Palerme. Ses parents sont Arturo Falcone et Luisa Bentivegna. Elle est la cadette d'une fratrie de trois enfants (sa sœur aînée, Anna, née en 1934, son frère Giovanni, en 1939). Elle est diplômée en droit qu'elle enseigne dans l’enseignement supérieur jusqu’à sa retraite.
Depuis 1992, elle se consacre à la Fondation Giovanni Falcone, qu’elle préside, en s’occupant, en collaboration avec le ministère de l'enseignement supérieur, des célébrations de l’anniversaire du massacre de Capaci chaque 23 mai à Palerme, en présence des hautes autorités et des étudiants.
Elle participe aux évènements d'hommages pour son frère défunt où elle sensibilise des milliers de jeunes sur l’importance du respect de la loi et de la lutte contre Cosa Nostra.
Elle est aussi la promotrice du projet « Université pour la légalité » qui implique des dizaines d’universités italiennes. Les étudiants, qui répondent à un appel du ministère de l’Éducation et de la Fondation Falcone, travaillent sur le crime organisé. Elle promeut un concours qui, chaque année, attribue 15 bourses financées par l’Assemblée régionale sicilienne, à de récents diplômés en droit de la Sicile qui veulent développer des œuvres sur la mafia et la légalité.

## Activités
En 1992, après la mort de son frère et de sa femme Francesca Morvillo à Capaci et l'attentat de la Via D’Amelio durant lequel meurent le magistrat Paolo Borsellino et les agents de son escorte, Maria Falcone lance un projet pour la sauvegarde de la mémoire de Giovanni Falcone dans l'opinion publique.
En 2017, à l’occasion de la déclassification des documents concernant les relations entre son frère et l’organe autonome de la magistrature, Maria Falcone participe à la session plénière extraordinaire du Conseil Supérieur de la Magistrature en présence du Président de la République Sergio Mattarella,.
Grâce à son militantisme avec la Fondation Falcone, elle voyage dans plusieurs régions du monde, de Saint-Jacques-de-Compostelle, Brasilia à São Paulo en passant par Séville, Munich, Moscou, Barcelone, Buenos Aires, Francfort, Varsovie, Tarragone, Paris, Washington, Bruges, Strasbourg, Londres, New York et Vienne[réf. nécessaire].

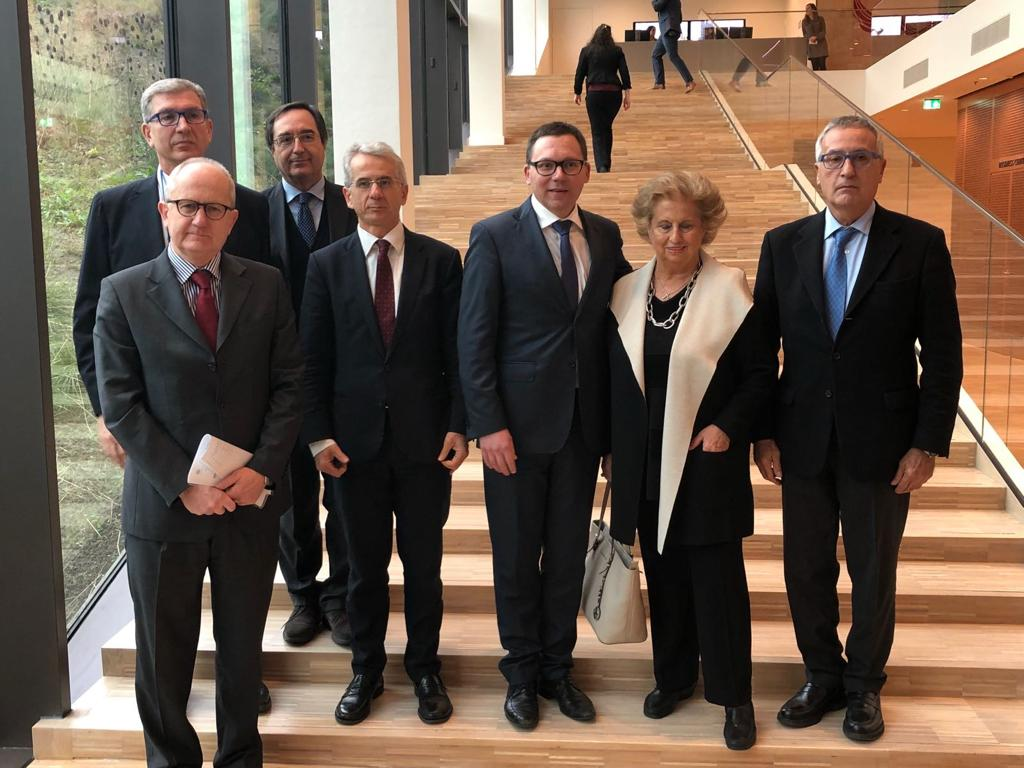
Maria Falcone avec la représentation italienne auprès de l'Agence européenne pour la lutte contre la criminalité organisée d'Eurojust, à La Haye lors de l'inauguration d'une plaque à la mémoire des juges Falcone et Borsellino

Sa participation à la conférence  de 2013 au siège du FBI à Quantico, en Virginie (États-Unis), pour la reconnaissance de la valeur des activités de la Fondation Falcone et sa participation au siège de l’ONU à New York, en 2017, à la  commémoration du magistrat tué à Capaci, nourrissent le débat international sur la criminalité transnationale organisée[réf. nécessaire].
En 2017, elle participe, avec la représentation italienne à l’Agence européenne de lutte contre le crime organisé d’Eurojust, à La Haye, à la cérémonie de dénomination d’une plaque à la mémoire des juges Falcone et Borsellino.
En 2018, au siège de l’ONU à Vienne, elle  intervient dans le débat pour l’approbation de la Résolution sur le mécanisme de révision de la Convention des Nations Unies contre la criminalité transnationale organisée, plus connue sous le nom de Convention de Palerme.  « Aujourd’hui, le rêve de Giovanni devient réalité », déclare-t-elle après le vote à l’unanimité sur la révision de la Convention,.
En tant que présidente de la Fondation Falcone, elle organise, chaque 23 mai, l’anniversaire du massacre de Capaci à Palerme sur le « navire de la légalité », avec le ministère de l’Éducation, à des milliers d’étudiants de toute l’Italie qui sont installés dans la salle du bunker de la prison d’Ucciardone, théâtre du Maxi-procès de Palerme, pour parler de la mafia avec des experts, des magistrats et des représentants de l’État.

## Hommages et distinctions
En 1995, Maria Falcone  recoit un doctorat honorifique de l’Université de São Paulo au Brésil pour son engagement social et culturel dans la lutte contre la mafia.
En 2014, elle a reçu la croix de Grand Officier de l’Ordre du Mérite de la République italienne des mains du chef de l’État Giorgio Napolitano.

En 2015, elle reçoit les clés de la ville de Bari des mains du maire Antonio Decaro :

« À Maria Falcone - lire les raisons du prix - pour son engagement inlassable en faveur de la croissance d’une conscience civile généralisée, seule antidote à la mafia et à la logique criminelle. Son activité dans le cadre de projets éducatifs vers la légalité, sa présence constante dans les écoles en tant que témoin de la vie et de l’enseignement de son frère Giovanni, magistrat symbole de la lutte contre la mafia, son engagement pédagogique et populaire constituent le terreau fertile dans lequel se trouvent les racines de l’anti-mafia sociale  »

En 2017, l’Accademia Bonifaciana, Institut de Culture Universitaire et d’Études Avancées d’Anagni, lui décerne le titre de « Sénatrice académique honoraire ».
Durant plusieurs années, Maria Falcone reçoit des prix et des distinctions pour son engagement civique et l’intense activité menée dans le domaine de l’éducation à la légalité, notamment en :
- 1996: Prix Minerve;
- 2000: Organisation Nationale des Femmes Italiennes à New York
- 2013: « Mencion Especial Mare Terra » de la 19e édition de « Los Premios Ones Mediterrània », Tarragone  en Espagne;
- 2014: Grand Officier de l’Ordre du mérite de la République italienne[5];
- 2019: Mention spéciale à la session plénière de la Commission des Nations Unies pour la prévention du crime et la justice pénale à Vienne.